# Шевченко, Елена Николаевна (певица)
Елена Николаевна Шевченко (род. 13 марта 1960 год, село Самарское, Ростовская область) — заслуженная артистка Российской Федерации. Лауреат I Международного конкурса молодых оперных певцов. Ведущая солистка Нижегородского государственного академического театра оперы и балета им. А. С. Пушкина.

## Биография
Елена Николаевна Шевченко родилась 13 марта 1960 года в селе Самарское Ростовской области.
В 1982 году она поступила в Ростовский музыкально — педагогический институт. В 1983 году заслуженный артист Молдавской ССР, профессор Владимир Иванович Васильев, пригласил ее учиться в своем классе в Горьковской государственной консерватории имени М. И. Глинки и Елена Шевченко поменяла место обучения.
В 1988 году стала выпускницей вокального факультета Нижегородской государственной консерватории им. М. И. Глинки. Училась в классе профессора В. И. Васильева. После выпуска, в 1988 году стала солисткой Нижегородского государственного академического театра оперы и балета имени А. С. Пушкина. Начала сотрудничать с Нижегородской региональной организацией Союза композиторов Россииисполняя в многочисленных концертах сочинения нижегородских композиторов.
В 1993 году в Перми стала Лауреатом I Международного конкурса молодых оперных певцов.
С  1996 по 1999 год - солистка Пермского государственного академического театра оперы и балета им. П.И. Чайковского.
C1999 года  - солистка Нижегородского государственного академического театра оперы и балета им. А. С. Пушкина.
Является  обладателем именной  медали Омского фестиваля, посвященного Д. Шостаковичу(1997 г.). Награждена Золотым дипломом Российского культурного благотворительного фонда «Дом Дягилева». Почетный член жюри «Конкурса юных вокалистов имени Ольги Сосновской» (г. Инта). Постоянная участница Всероссийского Пушкинского фестиваля оперного и балетного искусства «Болдинская осень» (Нижний Новгород).
В 2005 году Елене Николаевне Шевченко присвоили почетное звание «Заслуженной артистки Российской Федерации».
Вместе с труппой Нижегородского театра, Елена Николаевна Шевченко гастролировала в Мурманске, Архангельске, Киеве, Петрозаводске, ездила в Форт-де-Франсе (Амнерис в "Аиде", 1993 год ) и на Земли Северного Рейн-Вестфалии(Марина Мнишек. Гастроли по России Москва, Воронеж, Чебоксары, Казань, Пермь, Красноярск, Сыктывкар, Иркутск.
Репертуар:
Кармен «Кармен» Ж. Бизе
Далила «Самсон и Далила» К.Сен-Санс
Амнерис «Аида» Дж. Верди
Маддалена «Риголетто» Дж. Верди
Любаша, Дуняша «Царская невеста» Н. Римский-Корсаков
Княгиня, Ненила «Чародейка» П. Чайковский
Любовь «Мазепа» П. Чайковский
Марина Мнишек, Шинкарка «Борис Годунов» М. Мусоргский
Полина (Миловзор), Графиня «Пиковая дама» П.Чайковский
Кащеевна «Кащей Бессмертный» Н. Римский-Корсаков
Весна «Снегурочка» Н. Римский-Корсаков
Ольга, Няня «Евгений Онегин» П. Чайковский
Кончаковна, «Князь Игорь» А. Бородин
Соседка «Мавра» И. Стравинский
Мери «Пир во время чумы» Ц. Кюи
Лаура «Каменный гость» А.Даргомыжский
Ангел «Демон» А. Рубинштейн
Огудалова «Бесприданница» Е. Ларионова, Сузуки «Мадам Баттерфляй» Дж. Пуччини
Ульрика «Бал-маскарад» Дж. Верди
Азучена «Трубадур» Дж. Верди
Княгиня «Русалка» А. Даргомыжский
Маргарита «Осуждение Фауста» Г. Берлиоз Партия меццо-сопрано Дж. Верди «Реквием» Партия меццо-сопрано Перголези «Стабат матер»
партия меццо-сопрано, Митрополит Илларион (Алфеев) «Страсти по Матфею»,Чипра  «Цыганский барон» И. Штраус., Маддалена, Джованна  «Риголетто» Дж. Верди.,
Эмилия  «Отелло» Дж. Верди
Сузуки  «Мадам Баттерфляй» Дж. Пуччини., Аполлинария Э. Фертельмейстер «Красавец мужчина»,
Старая цыганка С. Рахманинов  «Алеко» Улиты («Казаки» Ш. Чалаев).